# James Gatschene Memorial Trophy
Il James Gatschene Memorial Trophy è stato un premio annuale assegnato dal 1947 al 2001 dall'International Hockey League al giocatore che ha esibito maggiormente la propria sportività e buona condotta combinate con un alto livello di abilità nel corso della stagione regolare. Il vincitore veniva decretato dal voto degli allenatori.
Il trofeo fu presentato per la prima volta al termine della stagione 1946-1947 dagli operai della fabbrica Chrysler di Windsor in ricordo di Gatschene, ex-operaio Chrysler e giocatore di hockey su ghiaccio nelle leghe dell'area Windsor-Detroit. Gatschene servì nelle Canadian Forces, morendo in azione durante la seconda guerra mondiale.

## Vincitori
| Stagione | Giocatore             | Squadra                    |
| -------- | --------------------- | -------------------------- |
| 1946-47  | Herb Jones            | Detroit Auto Club          |
| 1947-48  | Lyle Dowell           | Detroit Bright's Goodyears |
| 1948-49  | Bob McFadden          | Detroit Bright's Goodyears |
| 1949-50  | Dick Kowcinak         | Sarnia Sailors             |
| 1950-51  | John McGrath          | Toledo Mercurys            |
| 1951-52  | Ernie Dick            | Chatham Maroons            |
| 1952-53  | Don Marshall          | Cincinnati Mohawks         |
| 1953-54  | premio non consegnato | premio non consegnato      |
| 1954-55  | Phil Goyette          | Cincinnati Mohawks         |
| 1955-56  | George Hayes          | Grand Rapids Rockets       |
| 1956-57  | Pierre Brillant       | Indianapolis Chiefs        |
| 1957-58  | Pierre Brillant       | Indianapolis Chiefs        |
| 1958-59  | Len Thornson          | Fort Wayne Komets          |
| 1959-60  | Billy Reichart        | Minneapolis Millers        |
| 1960-61  | Len Thornson          | Fort Wayne Komets          |
| 1961-62  | Eddie Long            | Fort Wayne Komets          |
| 1962-63  | Len Thornson          | Fort Wayne Komets          |
| 1963-64  | Len Thornson          | Fort Wayne Komets          |
| 1964-65  | William Chalmers      | Toledo Blades              |
| 1965-66  | Gary Schall           | Muskegon Mohawks           |
| 1966-67  | Len Thornson          | Fort Wayne Komets          |
| 1967-68  | Don Westbrooke        | Dayton Gems                |
| 1967-68  | Len Thornson          | Fort Wayne Komets          |
| 1968-69  | Don Westbrooke        | Dayton Gems                |
| 1969-70  | Cliff Pennington      | D.M. Oak Leafs             |
| 1970-71  | Lyle Carter           | Muskegon Mohawks           |
| 1971-72  | Len Fontaine          | Port Huron Wings           |
| 1972-73  | Gary Ford             | Muskegon Mohawks           |
| 1973-74  | Peter Mara            | Des Moines Capitols        |
| 1974-75  | Gary Ford             | Muskegon Mohawks           |
| 1975-76  | Len Fontaine          | Port Huron Flags           |
| 1976-77  | Tom Mellor            | Toledo Goaldiggers         |
| 1977-78  | Dan Bonar             | Fort Wayne Komets          |
| 1978-79  | Terry McDougall       | Fort Wayne Komets          |
| 1979-80  | Al Dumba              | Fort Wayne Komets          |
| 1980-81  | Marcel Comeau         | Saginaw Gears              |
| 1981-82  | Brent Jarrett         | Kalamazoo Wings            |
| 1982-83  | Claude Noël           | Toledo Goaldiggers         |
| 1983-84  | Darren Jensen         | Fort Wayne Komets          |
| 1984-85  | Scott Gruhl           | Muskegon Mohawks           |
| 1985-86  | Darrell May           | Peoria Rivermen            |
| 1986-87  | Jeff Pyle             | Saginaw Hawks              |
| 1986-87  | Jock Callander        | Muskegon Lumberjacks       |
| 1987-88  | John Cullen           | Flint Spirits              |
| 1988-89  | Dave Michayluk        | Muskegon Lumberjacks       |
| 1989-90  | Michel Mongeau        | Peoria Rivermen            |
| 1990-91  | David Bruce           | Peoria Rivermen            |
| 1991-92  | Dmitrij Kvartal'nov   | San Diego Gulls            |
| 1992-93  | Tony Hrkac            | Indianapolis Ice           |
| 1993-94  | Rob Brown             | Kalamazoo Wings            |
| 1994-95  | Tommy Salo            | Denver Grizzlies           |
| 1995-96  | Stéphane Beauregard   | San Francisco Spiders      |
| 1996-97  | Frédéric Chabot       | Houston Aeros              |
| 1997-98  | Patrice Lefebvre      | Las Vegas Thunder          |
| 1998-99  | Brian Wiseman         | Houston Aeros              |
| 1999-00  | Frédéric Chabot       | Houston Aeros              |
| 1999-00  | Nikolaj Chabibulin    | Long Beach Ice Dogs        |
| 2000-01  | Norm Maracle          | Orlando Solar Bears        |